# Margariti
Margariti este un oraș în Grecia în prefectura Thesprotia.